# Kijauk
Kijauk (rus. Кияук; baškirski: Qıyawıq) je rijeka u Išimbajskom rajonu Republike Baškirije u Rusiji. Lijevi je pritok Zigana. Duga je 18 km, s površinom porječja od 76 km2.
Na obali u blizini rijeke pronađeni su ostatci kostura mamuta, zubi i kljove dugi do 1,5 m, i druge kosti.